# Ringknaufschwert
Das Ringknaufschwert bekam seinen Namen durch den ringförmigen Knauf am Ende der Griffangel.
Erste Ringknaufschwerter tauchen im nördlichen Schwarzmeergebiet auf. Sie werden den Sarmaten zugeordnet und vom 1. bis zum Anfang des 3. Jahrhunderts n. Chr. benutzt. Der Knauf besitzt eine runde Form sowie einen runden Querschnitt. Klinge, Griffangel und Knauf sind aus einem Stück gefertigt. Das Verbreitungsgebiet geht westlich bis in die ungarische Tiefebene.
Das römische Militär übernahm dann diesen Schwerttyp vermutlich von den Sarmaten, möglicherweise als Trajan die Reitertruppe ala I Ulpia contariorum in Arrabona aufstellte. Das Schwert war bei den Römern von Anfang des 2. bis Mitte des 3. Jahrhunderts n. Chr. in Gebrauch. Man geht davon aus, dass die frühen römischen Ringknaufschwerter den sarmatischen Vorbildern ähnlich waren. Spätere Entwicklungen besaßen dann aber einen nierenförmigen Knauf mit einem rhombischen Querschnitt und verdickten sich nach oben hin stark. Der Knauf wurde dann auch nicht mit der Angel fest verschweißt, sondern vernietet. Auch befinden sich auf den römischen Schwertern öfters eingearbeitete Verzierungen. Dieser Waffentyp wurde von unterschiedlichen Truppenverbänden benutzt. Sie werden nicht nur den Auxiliarsoldaten, sondern auch den legionarii und beneficiarii zugerechnet. Besonders beliebt war das Schwert wohl bei den beneficiarii. So benutzten sie auch kleine Ringknaufschwerter als Miniaturanhänger. Die kurze Klingenform wurde bei den Fußtruppen und die lange Klingenform bei der Reiterei eingesetzt. Das Ringknaufschwert wurde dann in der ersten Hälfte des 3. Jahrhunderts n. Chr. von der Spatha abgelöst.
Auch im europäischen Barbaricum (Elbegebiet Schleswig-Holsteins, Jütland, Insel Fünen) wurden insgesamt 17 Ringknaufschwerter gefunden. Vermutlich sind es römische Nachbildungen.
Das Ringknaufschwert sollte nicht mit dem Ringschwert verwechselt werden. Sie haben grundsätzlich nichts gemeinsam, außer dem ähnlich klingenden Namen.

## Typifikation der römischen Schwerter
Marcin Biborski klassifizierte die römischen Ringknaufschwerter, nach Klingenform und Klingengröße, in fünf Typen ein.
| Schwerttyp | Gesamtlänge          | Klingenlänge      | Klingenbreite   | Beschreibung                                                           |
| ---------- | -------------------- | ----------------- | --------------- | ---------------------------------------------------------------------- |
| Typ I      | 80 - 70 cm           | 62 - 52 cm        | 5,5 - 3,6 cm    | mittellange und mittelbreite Klinge, häufig mit verzierten Ringknäufen |
| Typ II     | 68 - 55 cm           | 50 - 40 cm        | 5 - 2 cm        | kurze Klinge, selten verziert, die häufigste Variante                  |
| Typ III    | kein Griff vorhanden | 36 - 31 cm        | 3,9 - 3 cm      | kurze schmale Klinge                                                   |
| Typ IV     | 46 - 44 cm           | 33 - 29 cm        | 4,6 - 4 cm      | dreieckige dolchartige Klinge                                          |
| Typ V      | 53,2 cm / 41,2 cm    | 38,8 cm / 28,2 cm | 5,4 cm / 4,7 cm | zwei Exemplare, nur einschneidige Klinge                               |